# Tchibanga
Tchibanga is een stad (milieu urbain, ville) en gemeente (commune) in Gabon en is de hoofdplaats van de provincie Nyanga.
Tchibanga telt 30.000 inwoners.